# Sonne scheint über August
Sonne scheint über August ist ein analog gedrehter Coming-of-Age-Kurzfilm aus dem Jahr 2018 der deutschen Regisseurin Sarah Neumann.

## Handlung
Im Freibad trifft die Neuabiturientin Alina mit ihren Freundinnen auf den Straßenrapper Sami und seine Gruppe. Die Freundinnen werfen den Jungs seit Silvester vor, dass einer von Samis fehlgeleiteten Knallkörpern in jener Nacht Alina den kleinen Zeh gekostet hat. Als Sami Alina fragt, ob sie in seinem Musikvideo mitspielen möchte, will Alina ihm verzeihen. Doch Alinas Freundinnen können diese Entscheidung nicht akzeptieren. Alina empfindet ihre Verletzung als eine Verbindung zu Sami. In seiner Nähe fühlt sie sich stark. In der Gruppe ihrer Freundinnen ist sie die Schwache. Die Loyalität ihren Mädels gegenüber und der Wunsch in Samis Musikvideo mitzuspielen stellen Alina auf eine Zerreißprobe. Bewusst eigene Entscheidungen zu treffen und zu ihnen stehen zu können, ist ein Prozess, den Alina im Rahmen ihres Erwachsenwerdens erfährt.

## Nominierungen
29. Bamberger Kurzfilmtage - official selection